# Blomidon Provincial Park

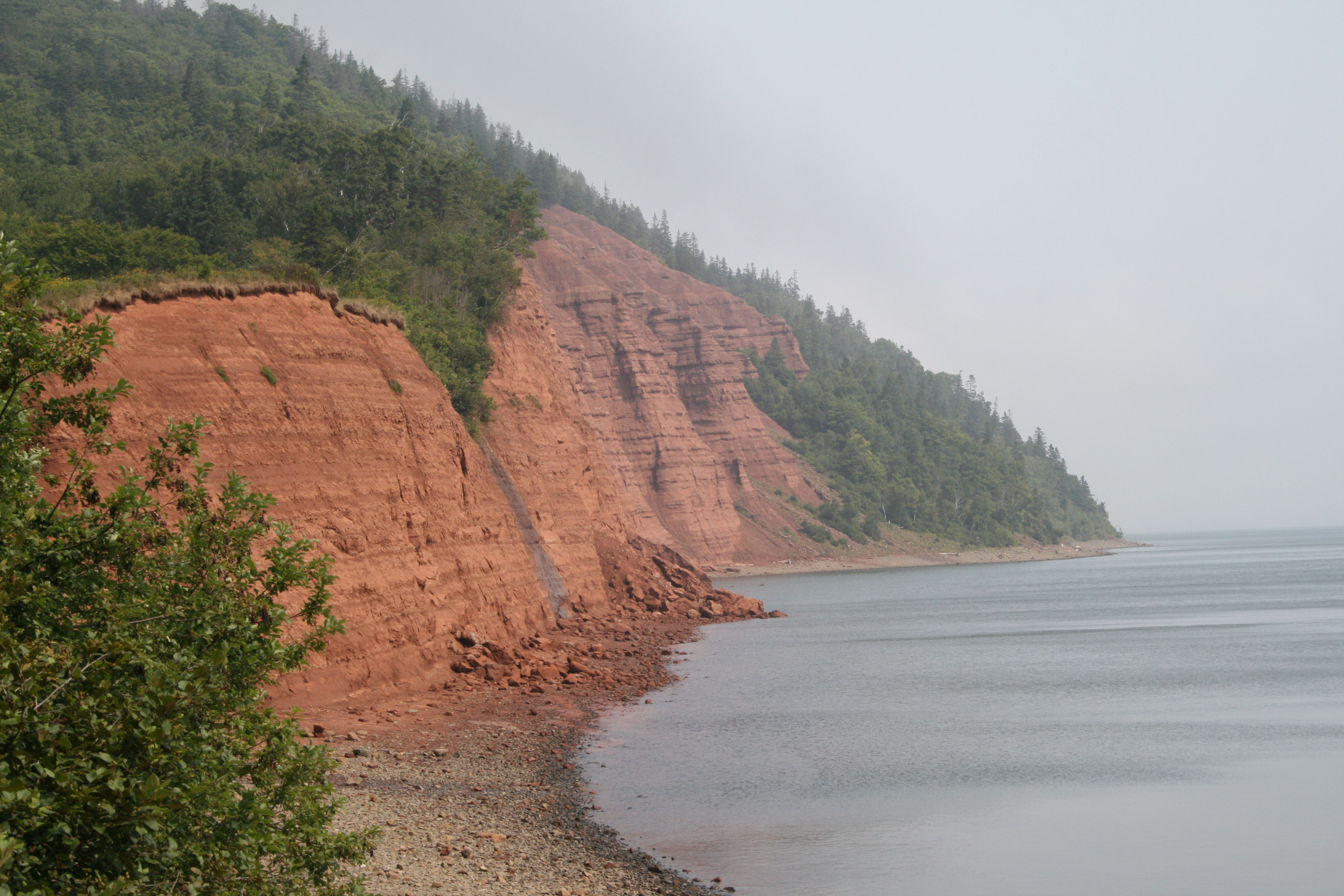
Cape Blomidon

Der Blomidon Provincial Park ist ein Provinzpark in der kanadischen Provinz Nova Scotia. Er liegt beim Cape Blomidon am Minas-Becken, rund 30 km nördlich von Kentville auf der Nova-Scotia-Halbinsel. Der Park erstreckt sich über eine Fläche von 759 ha und liegt direkt an einer bis zu 180 m hohen Klippe. Bekannt ist der Park insbesondere für die Sicht auf einen der größten Tidehübe der Welt. Bei dem Park handelt es sich um ein Schutzgebiet der IUCN-Kategorie III (Naturdenkmal).
Der Park ist von Mitte Mai bis September geöffnet und bietet einen Campingplatz mit 70 Stellplätzen, zwei Picknick Bereiche und Zugang zum Strand. Eine 14 km lange Ringstraße verbindet die verschiedenen Sehenswürdigkeiten und Einrichtungen. Im Park sind insgesamt 12,5 km Wanderwege ausgeschildert. Auf diesen kann auch der für Fahrzeuge unzugängliche, nördliche Teil des Parks erkundet werden. Diverse Aussichtspunkte bieten eine ungehinderte Sicht auf die starken Gezeiten der Bay of Fundy.

## Belege
1. ↑  Blomidon Provincial Park. Park Broschüre (Information Circular PKS-36), Department of Natural Resources, Februar 2010, (PDF; 496 kB).
2. ↑  Blomidon Provincial Park in der World Database on Protected Areas (englisch)
3. ↑  Blomidon Provincial Park Trail System. Park Broschüre (Information Circular PKS-58), Department of Natural Resources, September 2010, (PDF; 452 kB).